# Hrabstwo Holmes (Missisipi)
Hrabstwo Holmes (ang. Holmes County) – hrabstwo w stanie Missisipi w Stanach Zjednoczonych. Obszar całkowity hrabstwa obejmuje powierzchnię 764,18 mil² (1979,22 km²). Według szacunków United States Census Bureau w roku 2009 miało 20 290 mieszkańców.
Hrabstwo powstało w 1833 roku.

## Miejscowości
- Cruger
- Durant
- Goodman
- Lexington
- Pickens
- Tchula
- West[4]

| Populacja hrabstwa w poprzednich latach | Populacja hrabstwa w poprzednich latach |
| Rok                                     | Liczba ludności                         |
| --------------------------------------- | --------------------------------------- |
| 1980                                    | 22 783                                  |
| 1990                                    | 21 604                                  |
| 2000                                    | 21 609                                  |
| 2005                                    | 21 099                                  |